# Anastrepha enkerlini
Anastrepha enkerlini är en tvåvingeart som beskrevs av Hernandez-ortiz 1999. Anastrepha enkerlini ingår i släktet Anastrepha och familjen borrflugor. Inga underarter finns listade i Catalogue of Life.